# Dungeon (Rollenspiele)

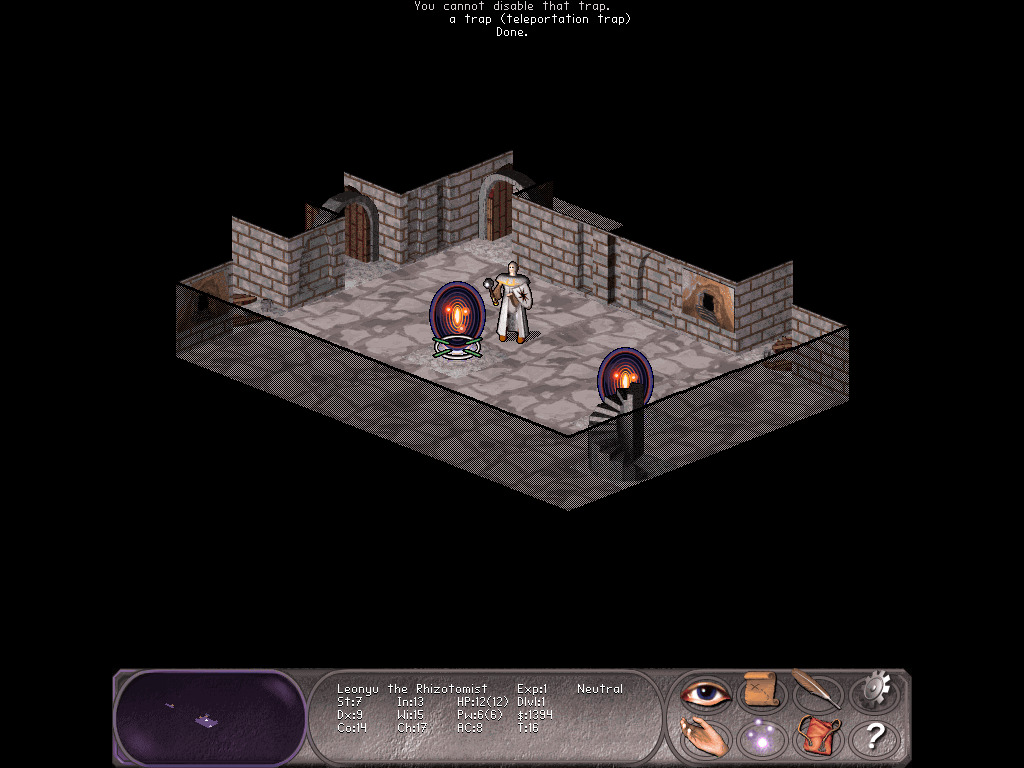
Eine isometrische NetHack-Variante: Falcon’s Eye

Ein Dungeon (im deutschen Sprachgebrauch meist der Dungeon; englisch für „Verlies“, „Kerker“) ist in Rollen-, Brett- und Computerspielen ein meist irrgartenartig verschachteltes Raum- und Gängesystem. Die Spieler erkunden den oft unterirdisch gelegenen Dungeon, um dort nützliche oder für die Handlung relevante Gegenstände zu bergen und gegen dort lauernde Monster zu kämpfen.
Spiele, die schwerpunktmäßig das Durchqueren von Dungeons zum Inhalt haben, werden auch als Dungeon Crawler (wörtlich „Kerker-Krabbler“) bezeichnet.

## Gestaltung
Wie in der Namensgebung schon angedeutet, entfalten Dungeons üblicherweise eine gruselige Atmosphäre, oft sind sie als Katakomben oder ausgebaute Höhlensysteme gestaltet, manchmal auch als unterirdische Labyrinthe, die absichtlich als Versteck für Schätze und als Aufenthaltsort für Monster angelegt wurden.
Manchmal wird der Begriff Dungeon abweichend von der eigentlichen Wortbedeutung auch auf Gebäude und andere oberirdische Schauplätze ausgedehnt, wenn sie spieltechnisch demselben Zweck dienen.

## Varianten
In einigen MMORPG gibt es eine spezielle Form des Dungeons, die sogenannte Instanz. Vom Konzept und vom Aufbau her handelt es sich hierbei um normale Dungeons nach der oben genannten Definition. Aus verschiedenen Gründen (wie Spielerlebnis oder Performance-Überlegungen) wird dieses Dungeon jedoch für jede Gruppe, die es betritt, als Kopie erstellt. So kann diese unabhängig von anderen Gruppen Monster bekämpfen, Quests lösen und Schätze sammeln.
Reverse Dungeon ist ein Szenario, in dem der Spieler die Rolle der Monster anstatt die der Helden übernimmt. Das Computerspiel Dungeon Keeper ist ein Beispiel für ein reverse Dungeon, wenngleich es die Stereotypen von Rollenspielen karikiert.
True Dungeon oder Real Dungeon wird ein lebensgroßer Nachbau von Dungeons in der LARP-Szene genannt.